# Incidente nella miniera di San José

Spaccato della miniera

L'incidente nella miniera di San José è avvenuto il 5 agosto 2010. Si è trattato del crollo del tetto della miniera sotterranea di San José, situata a 45 km a nord della città di Copiapó, in Cile. 33 minatori sono rimasti intrappolati a circa 700 m di profondità.
Il 22 agosto, grazie a un primo contatto tra i minatori e i tecnici in superficie, si è saputo con certezza che i 33 erano sopravvissuti al crollo, e che si trovavano in un rifugio con ossigeno e viveri.
La miniera, di oro e rame, è di proprietà della compagnia San Esteban, ed era stata già chiusa in passato: l'ultima volta, nel 2007, un incidente aveva causato la morte di un minatore.
Fra il 13 e il 14 ottobre 2010, nell'arco di circa 27 ore, tutti i minatori sono stati portati in salvo.

## L'incidente

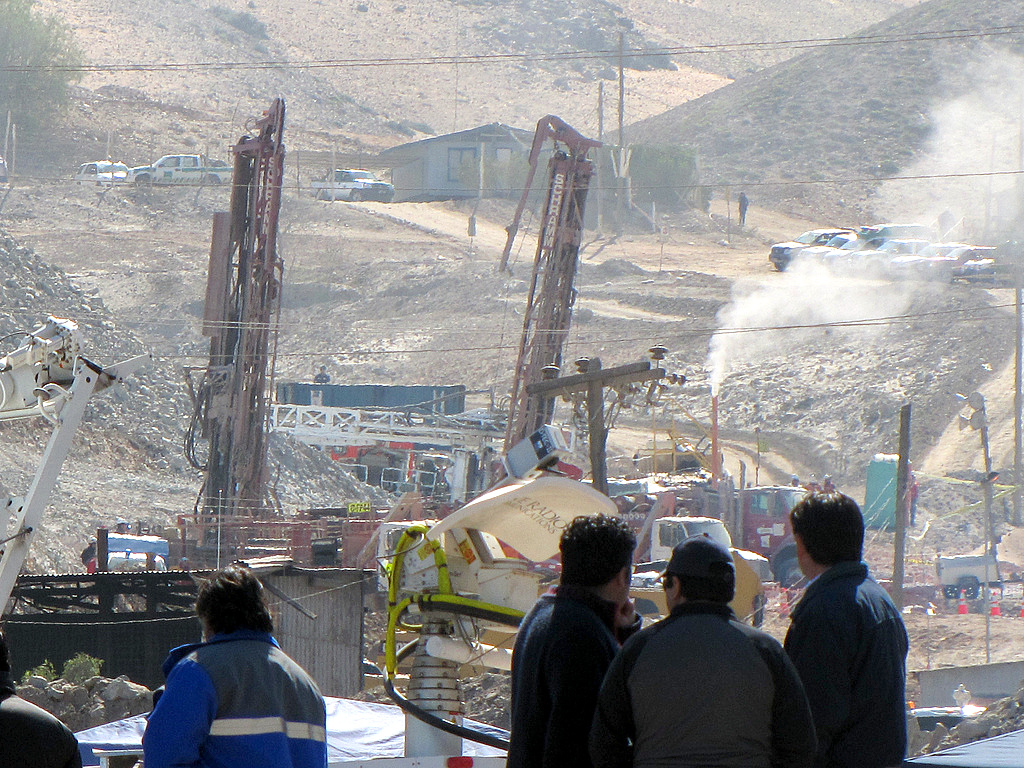
La miniera durante i primi tentativi di salvataggio, 10 agosto 2010

Come riportato dalla San Esteban Mining Company (CMSE), il Ministero del Lavoro e della Salute Pubblica, il Sottosegretariato cileno alla miniere e il direttore del SERNAGEOMIN (il Servizio Nazionale Miniere e Geologia), il crollo avviene il 5 agosto 2010 alle ore 14 ora del Cile.
In quel momento nella miniera è presente un gruppo di minatori nella parte alta vicino all'entrata e un secondo di 33 minatori nella parte profonda. Il primo gruppo riesce ad uscire immediatamente senza incidenti, mentre il secondo rimane intrappolato. La nuvola di polvere sollevata dal crollo acceca i minatori intrappolati per sei ore e causa loro irritazioni agli occhi.
La Confederazione Cilena delle Miniere ha ricordato che il Cile non è firmatario della Convenzione 176 dell'Organizzazione Internazionale del Lavoro (OIL) sulla sicurezza e la salute nelle miniere. Soprattutto, ha denunciato una legislazione sul lavoro in parte ereditata dalla dittatura di Pinochet, limitando per esempio il diritto allo sciopero.
La miniera è di proprietà della società mineraria San Estaban, che è di proprietà di Alejandro Bohn (60% del capitale) e Marcelo Kemeny (40%). Secondo le testimonianze dei minatori, l'azienda cercava costantemente di aumentare la produttività dei suoi dipendenti, in particolare attraverso l'uso quasi sistematico degli straordinari (fino a 12 ore al giorno), e si preoccupava poco della loro sicurezza. Al momento dell'incidente, per esempio, i 33 minatori scoprirono che non era stata installata alcuna scala nel camino di emergenza.

## Tentativi di salvataggio
Il primo tentativo di soccorso è stato interrotto, il 7 agosto, da un crollo secondario che ha bloccato il condotto di ventilazione, individuato inizialmente come via d'accesso per i soccorritori.

### Il "piano A"
Il piano A prevedeva l'utilizzo di una macchina raise boring Strata 950, in grado di eseguire uno scavo di 702 metri con un angolo di 90°. La Strata 950 è stata la prima scelta per effettuare una via di fuga per i minatori. Nonostante il foro pilota fosse stato completato, un'ulteriore perforazione avrebbe causato ulteriori cedimenti di detriti rocciosi. Quindi si preferì arrestare questo primo piano.

### Contatti con i minatori intrappolati

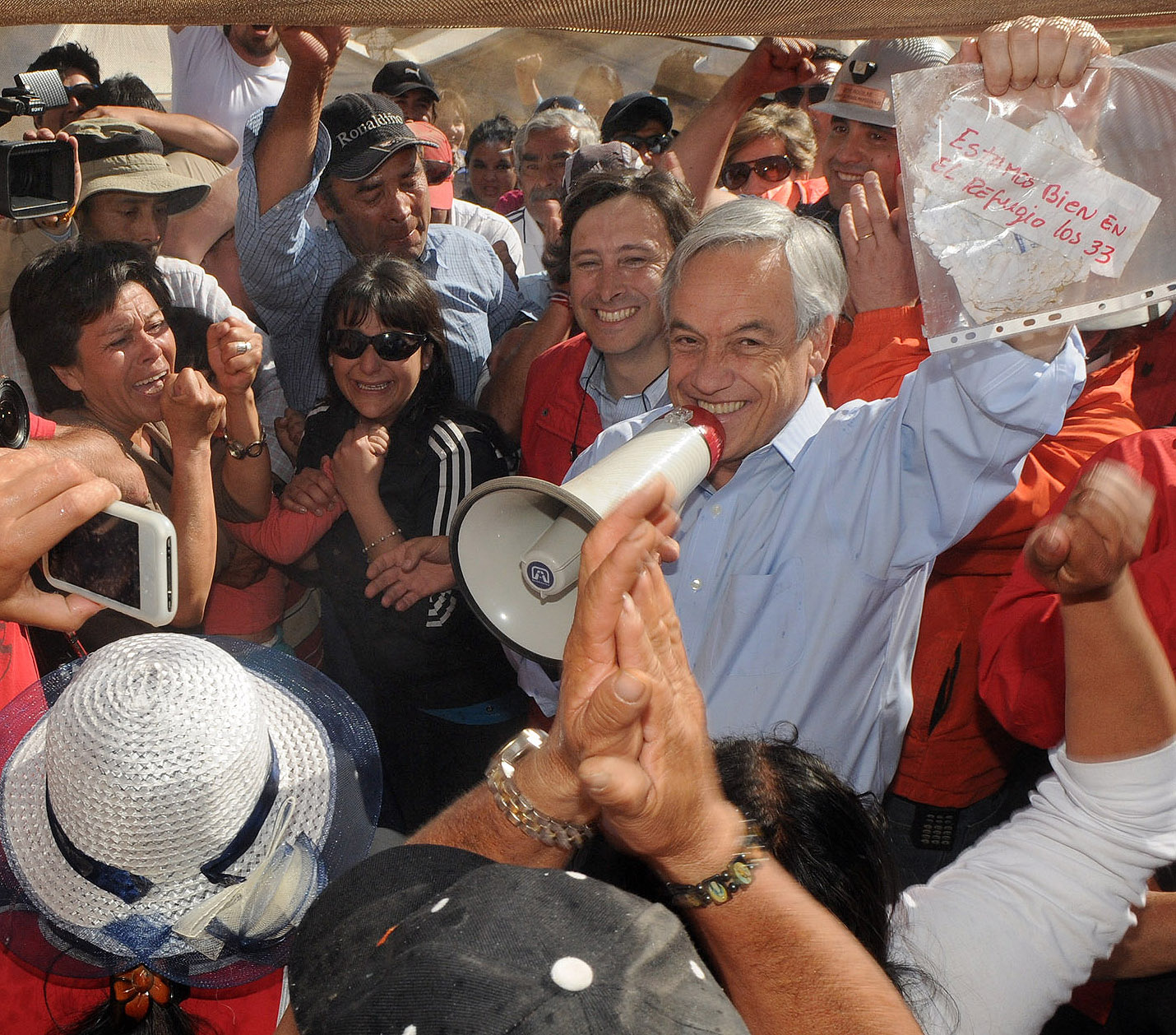
Sebastián Piñera mostra il biglietto scritto dai 33

Dal giorno successivo sono stati perforati canali di 12 cm di diametro con l'obiettivo di localizzare i minatori: il 19 agosto una perforazione ha raggiunto il luogo in cui si credevano situati i dispersi, senza però individuarli. La mattina del 22 agosto i minatori hanno incollato ad una sonda un biglietto firmato "i 33" con scritto, tra l'altro, "stiamo bene nel rifugio": il ritrovamento è stato annunciato ai mezzi di comunicazione dal presidente Sebastián Piñera.
Nelle ore successive, i minatori sono stati ripresi da una videocamera calata nella miniera e il giorno seguente è avvenuto un contatto audio. Essi avevano occupato il rifugio di 50 m² e, a causa dei problemi di aerazione, le gallerie circostanti; mangiavano tonno e due bicchieri di latte ogni due giorni: si stima che abbiano perso, nei primi 18 giorni, 8 o 9 kg ciascuno.
Sono stati mandati ai 33 uomini integratori, medicinali e ossigeno, inseriti in lunghi barattoli; successivamente anche cibo e oggetti vari: carte da gioco, domino, una bandiera cilena, statue di santi. L'agenzia spaziale statunitense NASA ha fornito al governo cileno alimenti speciali per astronauti, oltre all'ausilio di due consiglieri, esperti in condizioni di isolamento.

### Il "piano B"
Dopo la chiusura della via d'accesso secondaria, la compagnia statale cilena Enap diede inizio alle operazioni di perforazione di un tunnel largo a sufficienza per il trasporto degli uomini (la società proprietaria della miniera, sull'orlo della bancarotta, non era in grado di partecipare alle spese, di almeno 1,7 milioni di dollari). Si prevedeva che l'operazione richiedesse fino a 4 mesi di tempo, stima di cui i minatori furono informati il 25 agosto.
Fu anche valutata la possibilità, annunciata dal presidente Pinera, di riutilizzare il tunnel a spirale originario della miniera.
Il 12 settembre si apprese però che una delle tre perforatrici impegnate nello scavo, proveniente dall'Australia, si era frantumata su una roccia dura a 268 metri di profondità, interrompendo l'operazione di scavo e col rischio di compromettere l'utilizzo del tunnel già scavato.

### Nuova perforazione
Una nuova struttura di grosse dimensioni sarebbe entrata in funzione nei giorni successivi.
Intanto, il 17 settembre, secondo l'annuncio del responsabile della squadra di soccorso della San Esteban, una perforazione aveva raggiunto la profondità a cui erano intrappolati i minatori, ma il foro doveva essere allargato ai 60 cm necessari per il passaggio dell'ascensore.

## Elenco dei lavoratori
I lavoratori nella miniera sono un boliviano e 32 cileni. Uno di essi, Franklin Lobos, è stato calciatore e membro della nazionale di calcio del Cile: ha giocato nel turno di qualificazione dei giochi olimpici del 1984.
Tra i lavoratori, una coppia di fratelli: Florencio Avalos Antonio Silva è stato identificato nel primo video, il 22 agosto. Renan Anselmo Avalos Silva è suo fratello.
- Claudio Acuna Cortès
- Juan Carlos Aguilar Gaete
- Osman Isidro Araya Araya
- Samuel Avalos Acuña
- Florencio Avalos Silva
- Renan Anselmo Avalos Silva
- Carlos Alberto Barrios Contreras
- Jonny Barrios Rojas[23]
- Carlos Bugueno Àlfaro
- Raul Enrique Bustos Ibañez
- Pedro Cortez Contreras

- Jorge Galleguillos Orellana
- Mario Gomez Heredia[23]
- Josè Henrìquez Gonzàlez
- Daniel Herrera Campos
- Juan Andres Illanes Palma
- Franklin Lobos Ramirez
- Carlos Mamani[24]
- Josè Ojeda Vidal
- Edison Pena Villarroel
- Omar Orlando Reigada Rojas
- Esteban Rojas Carrizo

- Pablo Rojas Villacorta
- Jimmy Alejandro Sànchez Lagues
- Darìo Arturo Segovia Rojas
- Victor Segovia Rojas
- Mario Sepulveda Espinaze
- Ariel Ticona Yàñez
- Luis Alberto Urzua Irribarren[23]
- Alex Richard Vega Salazar
- Richard Villarroel Godoy
- Claudio Yàñez Lagos
- Victor Zamora Bugueño

## Il salvataggio

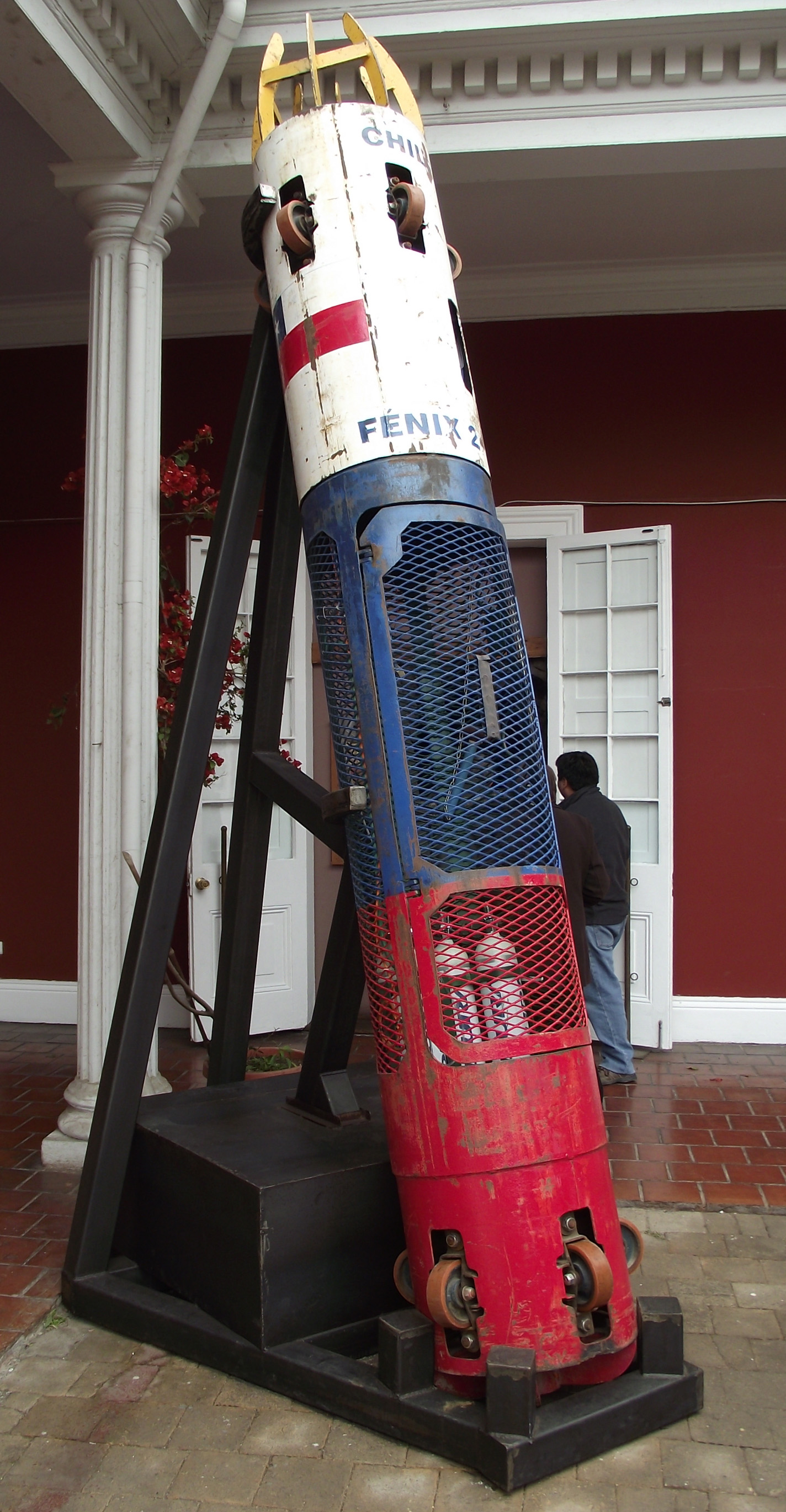
La capsula "Fenix 2" utilizzata per portare in salvo i minatori

In data 12 ottobre 2010, alle ore 21.45 (le 02.45 del 13 ottobre ora italiana), la capsula di salvataggio Fenix viene introdotta vuota nel tunnel e fatta scendere fino a 65 metri di profondità, fino al punto in cui finisce la parte intubata del pozzo creato per le operazioni di salvataggio. Successivamente la capsula viene fatta scendere fino a 460 metri, sempre vuota, fino al punto in cui il pozzo diventa più stretto. Dopo questa fase di prove durata poco più di un'ora, la capsula ha effettuato un intero viaggio di andata e ritorno con all'interno un soccorritore, per registrare le fasi della discesa e della salita da far visionare ai tecnici per stabilire la tenuta della capsula e permettere una risalita sicura a tutti i 33 minatori. Alle ore 04.30 circa (ora italiana), la capsula Fenix esegue il primo viaggio di andata con l'obiettivo di risalire con al suo interno Florencio Avalos, il primo dei minatori ad essere salvato. Alle ore 4.50 (ora italiana) Florencio Avalos ha cominciato la sua risalita all'interno della capsula Fenix terminandola dopo circa 20 minuti.
Questo l'elenco dei minatori salvati:
|     | Minatore                          | Età | Ora in Cile      | Ora CET          | Nazionalità |
| --- | --------------------------------- | --- | ---------------- | ---------------- | ----------- |
| 1.  | Florencio Ávalos                  | 31  | 13 ottobre 00:10 | 13 ottobre 05:10 | Cileno      |
| 2.  | Mario Sepúlveda                   | 40  | 13 ottobre 01:10 | 13 ottobre 06:10 | Cileno      |
| 3.  | Juan Illanes                      | 52  | 13 ottobre 02:07 | 13 ottobre 07:07 | Cileno      |
| 4.  | Carlos Mamani                     | 23  | 13 ottobre 03:11 | 13 ottobre 08:11 | Boliviano   |
| 5.  | Jimmy Sánchez                     | 19  | 13 ottobre 04:11 | 13 ottobre 09:11 | Cileno      |
| 6.  | Osmán Araya                       | 30  | 13 ottobre 05:35 | 13 ottobre 10:35 | Cileno      |
| 7.  | José Ojeda                        | 46  | 13 ottobre 06:22 | 13 ottobre 11:22 | Cileno      |
| 8.  | Claudio Yáñez                     | 34  | 13 ottobre 07:04 | 13 ottobre 12:04 | Cileno      |
| 9.  | Mario Gómez                       | 63  | 13 ottobre 08:00 | 13 ottobre 13:00 | Cileno      |
| 10. | Alex Vega                         | 31  | 13 ottobre 08:53 | 13 ottobre 13:53 | Cileno      |
| 11. | Jorge Galleguillos                | 56  | 13 ottobre 09:31 | 13 ottobre 14:31 | Cileno      |
| 12. | Edison Peña                       | 34  | 13 ottobre 10:13 | 13 ottobre 15:13 | Cileno      |
| 13. | Carlos Barrios                    | 27  | 13 ottobre 10:55 | 13 ottobre 15:55 | Cileno      |
| 14. | Víctor Zamora                     | 33  | 13 ottobre 11:32 | 13 ottobre 16:32 | Cileno      |
| 15. | Víctor Segovia                    | 48  | 13 ottobre 12:08 | 13 ottobre 17:08 | Cileno      |
| 16. | Daniel Herrera                    | 27  | 13 ottobre 12:50 | 13 ottobre 17:50 | Cileno      |
| 17. | Omar Reygada                      | 56  | 13 ottobre 13:39 | 13 ottobre 18:39 | Cileno      |
| 18. | Esteban Rojas                     | 44  | 13 ottobre 14:49 | 13 ottobre 19:49 | Cileno      |
| 19. | Pablo Rojas                       | 45  | 13 ottobre 15:28 | 13 ottobre 20:28 | Cileno      |
| 20. | Darío Segovia                     | 48  | 13 ottobre 15:59 | 13 ottobre 20:59 | Cileno      |
| 21. | Johnny Barrios                    | 50  | 13 ottobre 16:31 | 13 ottobre 21:31 | Cileno      |
| 22. | Samuel Ávalos                     | 43  | 13 ottobre 17:04 | 13 ottobre 22:04 | Cileno      |
| 23. | Carlos Bugueño                    | 27  | 13 ottobre 17:33 | 13 ottobre 22:33 | Cileno      |
| 24. | José Henríquez                    | 54  | 13 ottobre 17:59 | 13 ottobre 22:59 | Cileno      |
| 25. | Renán Ávalos                      | 29  | 13 ottobre 18:24 | 13 ottobre 23:24 | Cileno      |
| 26. | Claudio Acuña                     | 36  | 13 ottobre 18:51 | 13 ottobre 23:51 | Cileno      |
| 27. | Franklin Lobos                    | 53  | 13 ottobre 19:18 | 14 ottobre 00:18 | Cileno      |
| 28. | Richard Villarroel                | 27  | 13 ottobre 19:45 | 14 ottobre 00:45 | Cileno      |
| 29. | Juan Carlos Aguilar               | 49  | 13 ottobre 20:13 | 14 ottobre 01:13 | Cileno      |
| 30. | Raúl Bustos                       | 40  | 13 ottobre 20:37 | 14 ottobre 01:37 | Cileno      |
| 31. | Pedro Cortéz                      | 26  | 13 ottobre 21:02 | 14 ottobre 02:02 | Cileno      |
| 32. | Ariel Ticona                      | 29  | 13 ottobre 21:28 | 14 ottobre 02:28 | Cileno      |
| 33. | Luis Urzúa                        | 54  | 13 ottobre 21:55 | 14 ottobre 02:55 | Cileno      |
| 1.  | Manuel González (Soccorritore)    | 32  | 14 ottobre 00:32 | 14 ottobre 05:32 | Cileno      |
| 2.  | Roberto Ríos (Soccorritore)       | 37  | 14 ottobre 00:05 | 14 ottobre 05:05 | Cileno      |
| 3.  | Patricio Robledo (Soccorritore)   | 39  | 13 ottobre 23:42 | 14 ottobre 04:42 | Cileno      |
| 4.  | Jorge Bustamante (Soccorritore)   |     | 13 ottobre 23:17 | 14 ottobre 04:17 | Cileno      |
| 5.  | Patricio Sepúlveda (Soccorritore) |     | 13 ottobre 22:53 | 14 ottobre 03:53 | Cileno      |
| 6.  | Pedro Rivero (Soccorritore)       |     | 13 ottobre 22:30 | 14 ottobre 03:30 | Cileno      |

## Film
Nel 2015 è stato realizzato il film The 33 che ripercorre la storia dell'incidente nella miniera, ricostruita nel libro La montagna del tuono e del dolore del premio Pulitzer Héctor Tobar. Il film è diretto da Patricia Riggen e interpretato da un cast internazionale che comprende Antonio Banderas, Juliette Binoche, Rodrigo Santoro, Gabriel Byrne e molti altri.